# آزمایش هسته‌ای کره شمالی (۲۰۰۹)
آزمایش هسته‌ای کره شمالی (۲۰۰۹) انفجار زیرزمینی یک دستگاه هسته ای بود که در روز دوشنبه ۲۵ می ۲۰۰۹ توسط کره شمالی انجام شد. این دومین آزمایش هسته ای محسوب می‌شود که اولین آزمایش آن در اکتبر ۲۰۰۶ انجام شد. پس از آزمایش هسته ای، پیونگ یانگ چندین آزمایش موشکی نیز انجام داد. یک مقاله علمی بعداً بازده را ۲٫۳۵ کیلوتن تخمین زد.
این آزمایش تقریباً به‌طور جهانی توسط جامعه بین‌المللی محکوم شد. پس از این آزمایش، شورای امنیت سازمان ملل متحد قطعنامه ۱۸۷۴ را در محکومیت این آزمایش و تشدید تحریم‌ها علیه کره شمالی تصویب کرد.
باور عمومی بر این بود که این آزمایش در نتیجه بحران جانشینی در کشور انجام شده است. پس از اینکه کیم جونگ ایل در تابستان ۲۰۰۸ دچار سکته مغزی شد، ترتیبی داده شد تا پسر سومش، کیم جونگ اون، پس از مرگش قدرت را به دست گیرد. اعتقاد بر این است که کره شمالی این آزمایش هسته ای را انجام داد تا نشان دهد که حتی در زمان ضعف احتمالی، قصد ندارد از برنامه تسلیحات هسته ای خود دست بکشد.